# 8101 Yasue
8101 Yasue eller 1993 XK1 är en asteroid i huvudbältet som upptäcktes den 15 december 1993 av den japanska astronomen Takao Kobayashi vid Ōizumi-observatoriet. Den är uppkallad efter Kunio Yasue.
Asteroiden har en diameter på ungefär 5 kilometer och den tillhör asteroidgruppen Koronis.